# دورية زائفة
الدوريات الزائفة (بالإنجليزية: Predatory Journals)‏ هي نوعٌ من النشر الاستغلالي، وهي مجلات أكاديمية تدّعي أنها تنشر أبحاثًا علمية مُحكّمة، لكنها تفتقر إلى معايير النشر الأكاديمي الرصين، وتهدف في الغالب إلى تحقيق مكاسب مالية من خلال فرض رسوم نشر مرتفعة على الباحثين دون تقديم مراجعة علمية حقيقية أو تحرير أكاديمي سليم.

## الخصائص
تتشارك الدوريات الزائفة عدة سمات من أبرزها:
- قبول الأبحاث خلال فترة قصيرة جدًا دون مراجعة حقيقية (peer-review).
- فرض رسوم نشر باهظة مع غياب الشفافية حول السياسات التحريرية.
- استخدام أسماء وهمية أو سرقة أسماء أكاديميين معروفين ضمن هيئة التحرير دون علمهم.
- الادعاء الكاذب بالفهرسة ضمن قواعد بيانات علمية مرموقة مثل Scopus أو Web of Science.
- تقليد أسماء مجلات مرموقة أو إنشاء مواقع إلكترونية بمظهر احترافي مضلل.

## المخاطر
تشكل الدوريات الزائفة تهديدًا للمجتمع الأكاديمي بسبب:
- نشر معلومات غير موثوقة أو مغلوطة.
- استغلال الباحثين وخصوصًا من طلبة الدراسات العليا.
- الإضرار بسمعة الباحثين والمؤسسات الأكاديمية.

## تاريخ المصطلح
ظهر مصطلح "الدوريات الزائفة" في الأوساط الأكاديمية في العقد الثاني من القرن الحادي والعشرين. ويُنسب إلى أمين المكتبة الأمريكي جيفري بيل (Jeffrey Beall) الفضل في فضح هذه الدوريات عبر "قائمة بيل" (Beall’s List) التي نشرها على الإنترنت بدءًا من عام 2010، واحتوت على أسماء دوريات وناشرين مشبوهين. وقد أُغلقت القائمة في عام 2017.

## أمثلة
من أشهر الناشرين المرتبطين بالدوريات الزائفة:
- OMICS Publishing Group
- ScienceDomain International
- WASET (World Academy of Science, Engineering and Technology)

وقد حكمت محكمة أمريكية على OMICS بدفع غرامة قدرها 50 مليون دولار بسبب ممارسات مضللة.

## جهود المواجهة
من أبرز المبادرات للتصدي للدوريات الزائفة:
- مشروع Think. Check. Submit الذي يقدم دليلاً للباحثين لاختيار المجلات الموثوقة.[3]
- دليل المجلات مفتوحة الوصول DOAJ.[4]
- تنظيم ورش توعوية في الجامعات.